# Pressefreiheit in Osttimor

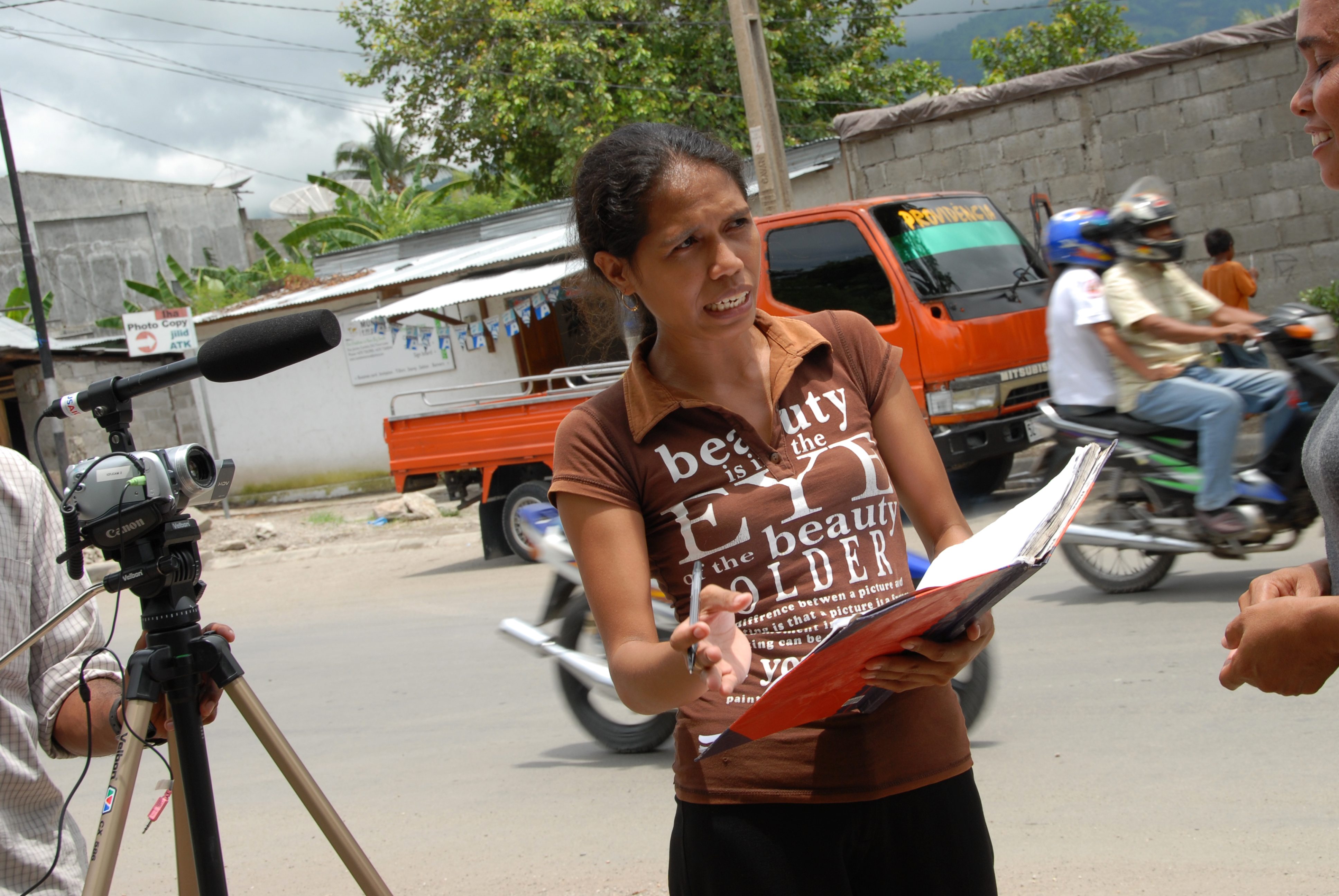
Reporterin in Osttimor

Die Lage der Pressefreiheit in Osttimor ist laut der Rangliste der Pressefreiheit besser als in den anderen Staaten Südostasiens. Allerdings verschlechterte sich zeitweise die Situation laut Reporter ohne Grenzen.
Osttimor stand bis 1999 unter indonesischer Besatzung und dann bis 2002 unter der Übergangsverwaltung der Vereinten Nationen.

## Bewertung
Im Vergleich zu seinen Nachbarländern ist die Situation der Pressefreiheit in Osttimor deutlich besser. Es liegt auf Platz 39, Thailand auf 85, Malaysia auf 88, Brunei auf 97, die Philippinen auf 116, Singapur auf 123 und Indonesien auf 127 (Stand: 2024). Laos, Kambodscha und Vietnam liegen noch weiter hinten. 2025 stürzte Osttimor allerdings auf der Rangliste 19 Plätze ab, weswegen Australien (von Platz 39 auf Platz 29) Osttimor wieder überholte. Im Demokratieindex steht Osttimor in Südostasien in der Tabelle nur hinter Malaysia (Stand: 2025).
|      | 2003 | 2004  | 2005  | 2006  | 2007  | 2008  | 2009  | 2010  | 2012  | 2013  | 2014  | 2015  | 2016  | 2017  |
| ---- | ---- | ----- | ----- | ----- | ----- | ----- | ----- | ----- | ----- | ----- | ----- | ----- | ----- | ----- |
| Rang | 30   | 57    | 58    | 83    | 94    | 65    | 72    | 93    | 86    | 90    | 77    | 103   | 99    | 98    |
| Wert | 5,50 | 13,50 | 13,50 | 18,50 | 27,00 | 13,75 | 16,00 | 25,00 | 30,00 | 28,72 | 29,04 | 32,63 | 32,02 | 32,82 |

|      | 2018  | 2019  | 2020  | 2021          | 2022 | 2023  | 2024  | 2025  |
| ---- | ----- | ----- | ----- | ------------- | ---- | ----- | ----- | ----- |
| Rang | 95    | 84    | 78    | 71            | 17   | 10    | 20    | 39    |
| Wert | 30,81 | 29,93 | 29,90 | 29,11 (70,89) | 81,9 | 84,49 | 78,92 | 71.79 |

## Vorfälle

### Morde an ausländischen Journalisten durch die indonesische Armee
Zu Beginn der Invasion gab es mehrere Morde durch die Streitkräfte Indonesiens an ausländischen Journalisten. Am 16. Oktober 1975 wurden die Balibo Five durch indonesische Soldaten exekutiert. Den Australier Roger East ereilte am 7. Dezember 1975 in Dili das gleiche Schicksal.
Beim Abzug aus Osttimor erschossen indonesische Soldaten des Bataillons 745 am 21. September 1999 den niederländischen Reporter Sander Thoenes.

### Regierung Alkatiri 2002–2006

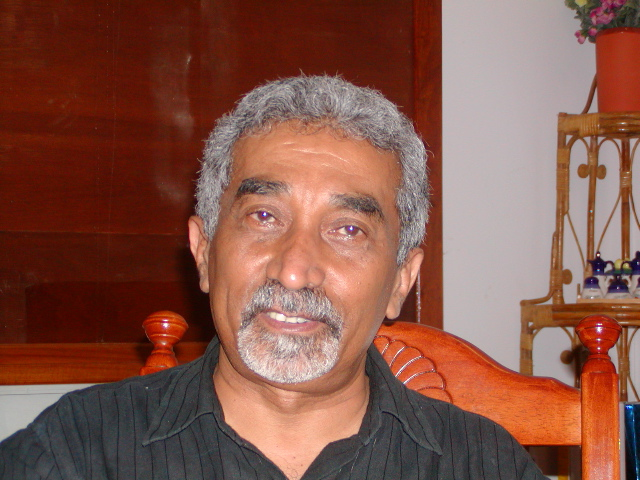
Premierminister Marí Alkatiri (2006)

Anfang 2006 wurde von der Regierung Osttimors ein neues Gesetz verabschiedet, das die Diffamierung öffentlicher Personen mit bis zu drei Jahren Gefängnis bestraft. Artikel 173 drohte hier mit Gefängnisstrafen von bis zu drei Jahren, Artikel 176 verdoppelt die Strafe sogar, wenn die Diffamierungen über die Medien verbreitet werden. Präsident Xanana Gusmão unterzeichnete das Gesetz allerdings nicht und sandte es im Februar zur Nachprüfung an das Justizministerium zurück. Da es dort verblieb, blieb bis zur Verabschiedung eines neuen Gesetzes in diesem Bereich das bisherige indonesische Recht gültig.
Im April 2006 erhielt die Suara Timor Lorosa’e  (STL), Osttimors älteste Tageszeitung, eine Kündigung für ihre Räumlichkeiten, da die Regierung die Nutzungserlaubnis für die Zeitung nicht mehr verlängere. Zuvor hatte die STL von Hungertoten in entlegenen Dörfern des Landes berichtet. Zudem gab es bereits jahrelange Spannungen zwischen der Zeitung und Premierminister Marí Alkatiri von der FRETILIN. Alkatiri ordnete alle Regierungsinstitutionen an, die Zeitung zu boykottieren. Sie sollte keine Anzeigenaufträge der Regierung und Aussagen von Beamten und Regierungsmitgliedern bekommen. 50 osttimoresische Journalisten unterzeichneten eine Petition, die das Vorgehen gegen die STL als verfassungswidrigen Verstoß gegen die Pressefreiheit kritisierte. Noch im selben Jahr kam es in dem Land zu schweren Unruhen, die zum Rücktritt der Regierung Alkatiri führten. Während der Unruhen mussten die Zeitungen und mehrere Radiosender des Landes zeitweise den Betrieb einstellen.
Die öffentliche Rundfunkanstalt Rádio e Televisão de Timor-Leste (RTTL) war wiederholt Ziel des Drucks durch die Regierungspartei FRETILIN. Auch bei den Präsidentschafts- und Parlamentswahlen in Osttimor 2007 kam es aus dem Umfeld der FRETILIN zu Bedrohungen und Angriffen auf Journalisten. Trotzdem gingen die Wahlen für die Partei verloren und sie verlor die Macht.

### Regierung Gusmão 2007–2015

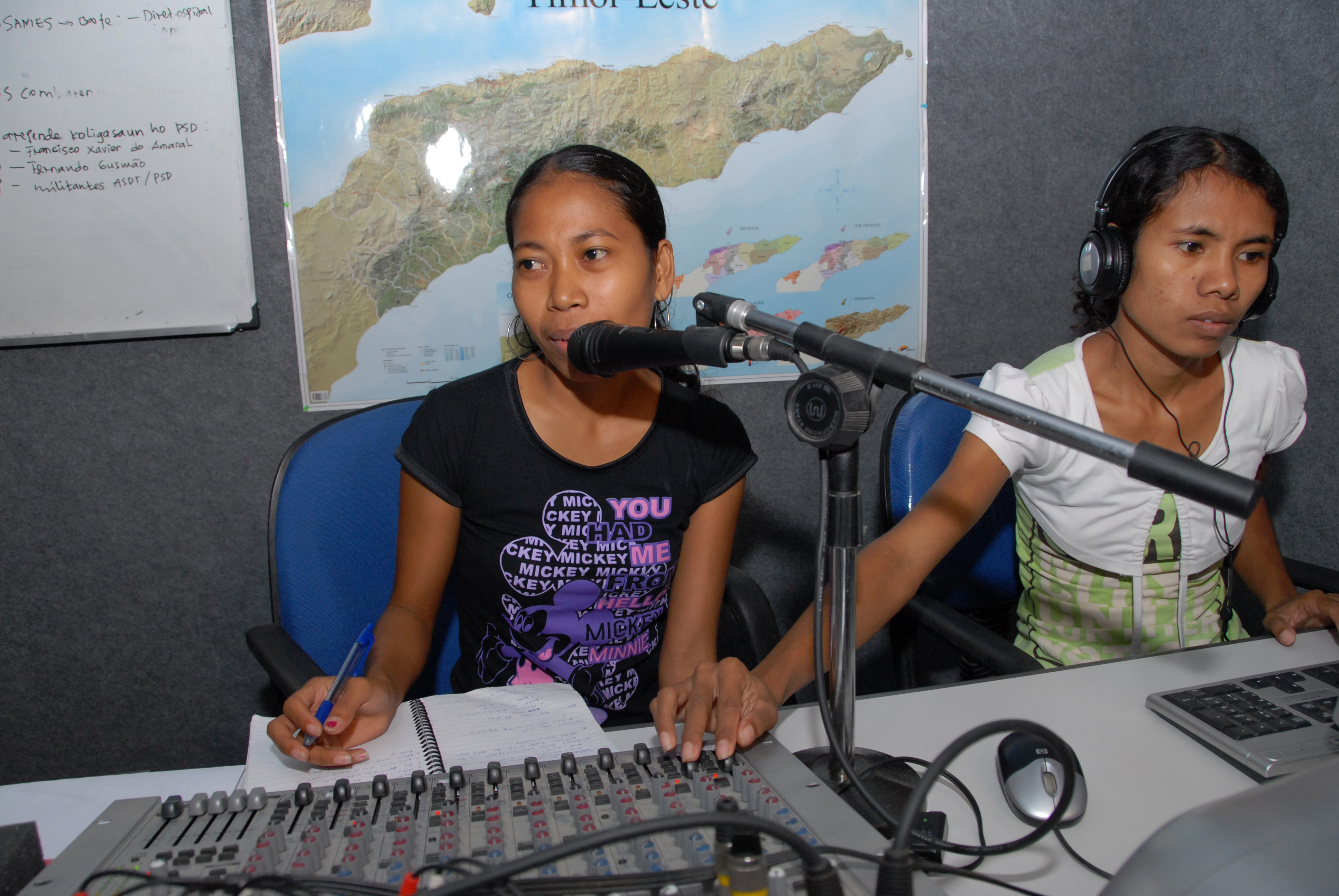
Ausbildung von Radiomoderatorinnen

Nach der Wahl von Xanana Gusmão zum neuen Premierminister, als Führer der Regierungskoalition Aliança da Maioria Parlamentar, verbesserte sich die Situation der Presse etwas, zumal man zunächst von der strafrechtlichen Verfolgung von Diffamierung abkommen wollte. Allerdings verzögerte sich die Gesetzgebung, so dass José Belo, Redakteur der Tempo Semanal sich Ende 2008 einer Anklage wegen Diffamierung ausgesetzt sah (siehe unten).
Das Attentat am 11. Februar 2008 auf Gusmão und Präsident José Ramos-Horta und die folgende Ausrufung des Notstands hatte keine negativen Folgen auf die Pressefreiheit. Allerdings hatte Premierminister Gusmão im Januar zuvor Journalisten, die „falsche Informationen“ verbreiten, mit Gefängnis gedroht, nachdem Zeitungen Interviews mit dem Rebellenführer und späteren Attentäter Alfredo Alves Reinado veröffentlicht hatten.
Im Februar 2008 wurde der Redakteur Agostinho ta Pasea der Timor Post von Militärpolizisten geschlagen. Nach der Beschwerde durch die Zeitung entschuldigte sich die Regierung für die „ungerechtfertigte Gewalt“. Im Juni 2010 schlugen mehrere Polizisten João da Silva, einen Reporter des Diário Nacional, als er den Regierungspalast fotografierte.

Logo des Presserats

Im Oktober 2013 wurde nach langer Ankündigung der Presserat (Conselho de Imprensa) eingerichtet, der Fehlverhalten von Journalisten ahnden soll, und der Entwurf für den Ehrenkodex für Journalisten veröffentlicht. Der Presserat akkreditiert und registriert auch ausländische Korrespondenten. Der Rat besteht aus zwei gewählten Vertretern der Journalisten, einem Vertreter der Medienunternehmen und zwei vom Parlament bestimmten Mitgliedern. Vorsitzender ist Virgílio Guterres. 2014 folgte die Einführung des neuen Pressegesetzes, das eine zwingende Lizenzierung von Journalisten durch den Presserat und strafrechtliche Sanktionen bei Verstößen gegen den Pressekodex vorsieht. Zudem müssen Journalisten, je nach Vorbildung, nun ein sechs bis 18 Monate langes Training absolvieren. Außerdem legt das Gesetz eine Reihe von Pflichten und Funktionen der Medien fest, wie die „Förderung der nationalen Kultur“, die „Ermutigung und Unterstützung hochqualitativer Wirtschaftspolitik und Dienstleistungen“ und die „Förderung von Frieden, sozialer Stabilität, Harmonie und nationaler Solidarität“. Das Gesetz wurde im Mai vom Parlament verabschiedet, aber von Staatspräsident Taur Matan Ruak im Juli an das Tribunal de Recurso de Timor-Leste zur Prüfung überwiesen. Die Associação de Jornalistas de Timor-Leste (AJTL) und internationale Anwälte für die Pressefreiheit kritisierten das Gesetz. Das Oberste Gericht sah das geplante Gesetz als verfassungswidrig an und erklärte es daher für ungültig. Das Parlament verabschiedete eine neue Fassung im Oktober und der Präsident unterzeichnete es Ende Dezember. Trotzdem soll das Gesetz, laut Reporter ohne Grenzen zu einer stärkeren Selbstzensur geführt haben, weswegen Osttimor in der Rangliste der Pressefreiheit einen Absturz erlebte.

### 2018 bis 2023
Am 27. September 2018 wurde Francisco Belo Simões da Costa als Nachrichtenredakteur von seinem Arbeitgeber GMN entlassen. Begründet wurde dies mit seinem Engagement beim Presserat. Costa könne sich nicht auf seine Arbeit konzentrieren, wenn er gleichzeitig für den Presserat arbeitet. Die Internationale Journalisten-Föderation und TLPU protestierten gegen die Entlassung und forderten die Wiedereinstellung.
Im Juni 2022 besuchte Chinas Außenminister Wang Yi Osttimor. Im Vorfeld wurden Regeln für die Medien im Umgang mit der chinesischen Delegation veröffentlicht, was zu einem Aufschrei in Osttimor und den anderen besuchten Pazifikstaaten führte. China hatte die Einschränkungen mit Zeitmangel und der COVID-19-Pandemie begründet. Auch der Presserat hatte sich über die Einschränkungen beschwert. Staatspräsident José Ramos-Horta drängte die chinesische Delegation dann zu Zugeständnisse. Entgegen der Planung gab es auf einer Pressekonferenz im Präsidentenpalast die Möglichkeit für drei Fragen an den Außenminister, statt nur einer, die von einem zugelassenen chinesischen Journalisten gestellt werden musste.

### Absturz im Pressefreiheitsindex 2024
2025 stürzte Osttimor im Pressefreiheitsindex von Platz 20 auf Platz 39 ab. Grund war laut dem Bericht, dass das Mediengesetz von 2014 permanent Journalisten bedrohe. Außerdem gab es weiterhin Fälle, in denen Journalisten von Organisationen bezahlt wurden, damit sie an Pressekonferenzen teilnahmen. Auch der große Einfluss der katholischen Kirche sorge dafür, dass über sensible Themen nicht berichtet werden würde, so über Frauenemanzipation, dem Abtreibungsrecht und pädophile Kleriker.
Francisco Simões, Vertreter der Journalisten im Presserat, machte insbesondere Expedito Loro Dias Ximenes, Staatssekretär für soziale Kommunikation (Medien) verantwortlich, der eine direkte Kontrolle über die staatlichen Medien ausübe und Subventionen als Druckmittel einsetzen würde.
Am 23. April 2024 verlangte Ximenes in der Redaktion von RTTL Änderungen an einem kritischen Beitrag über Premierminister Xanana Gusmão. Dem Informanten zufolge betrat Ximenes, in Begleitung des RTTL-Präsidenten José António Belo, die Redaktion und ordnete an, dass ein Hinweis darauf, dass Gusmão die Mitglieder der Regierung bei seiner Ankunft am Flughafen nicht begrüßt hatte, entfernt werden sollte. Nachdem er die Bearbeitung der Nachricht überwacht hatte, verließ er die Redaktion. Die RTTL-Journalisten meldeten diesen Vorfall als Zensur beim Presserat. Ximenes nannte seinen Auftritt bei RTTL einen Versuch, die veröffentlichten Informationen zu „korrigieren“ und zu „klären“.
Am 3. September 2024 wurden die Journalisten Antónia Martins von Diligente und Suzana Cardoso von One Media Timor bei der Berichterstattung behindert. Sie hatten über Räumungen durch das Ministerium für Staatsadministration berichtet, als Martins von Polizisten verhaftet wurde. Von Cardoso wurde das Mobiltelefon von Minsteriumsmitarbeitern beschlagnahmt, die dann alle Bilder der Räumungsaktion löschten.
Das Hospital Nacional Guido Valadares veröffentlichte 2024 ein Rundschreiben, mit dem es Journalisten verbot, über Themen im Zusammenhang mit medizinischen Behandlungen und fehlenden Medikamenten zu berichten.

## Strafverfahren gegen Journalisten

### Der Fall José Belo 2008/2009
Im Dezember 2008 wurde José Belo, Redakteur der Tempo Semanal wegen Diffamierungen gemäß Artikel 310,311 und 312 des Strafgesetzbuchs angeklagt. Die Zeitung hatte Recherchen veröffentlicht, nachdem Justizministerin Lúcia Lobato Regierungsaufträge an Freunde und Geschäftspartner vergeben hatte. 2009 wurde die Anklage fallen gelassen. 2012 wurde Lobato wegen Missmanagement zu einer Gefängnisstrafe verurteilt.

### Anklage gegen Oki und Salsinha 2012/2013
Im Oktober 2012 wurden die Reporter Raimundos Oki vom Jornal Independente und Oscar Maria Salsinha von der Suara Timor Lorosa’e aufgrund des Diffamierungsgesetzes zeitweise unter Hausarrest gestellt, weil sie einen kritischen Bericht über den Gerichtsprozess zu einem tödlichen Verkehrsunfall veröffentlicht hatten. Sie hatten einen Staatsanwalt in Oe-Cusse Ambeno bezichtigt, ein Schmiergeld entgegengenommen zu haben. Das Distriktsgericht von Dili sah im März 2013 keine Hinweise auf eine Verleumdung, verurteilte die beiden Reporter aber zu einem Jahr Gefängnis auf Bewährung und der Zahlung einer Entschädigung von jeweils 150 US-Dollar, aufgrund der „Verursachung psychischer Störungen“.

### Der Fall Oki 2015–2017

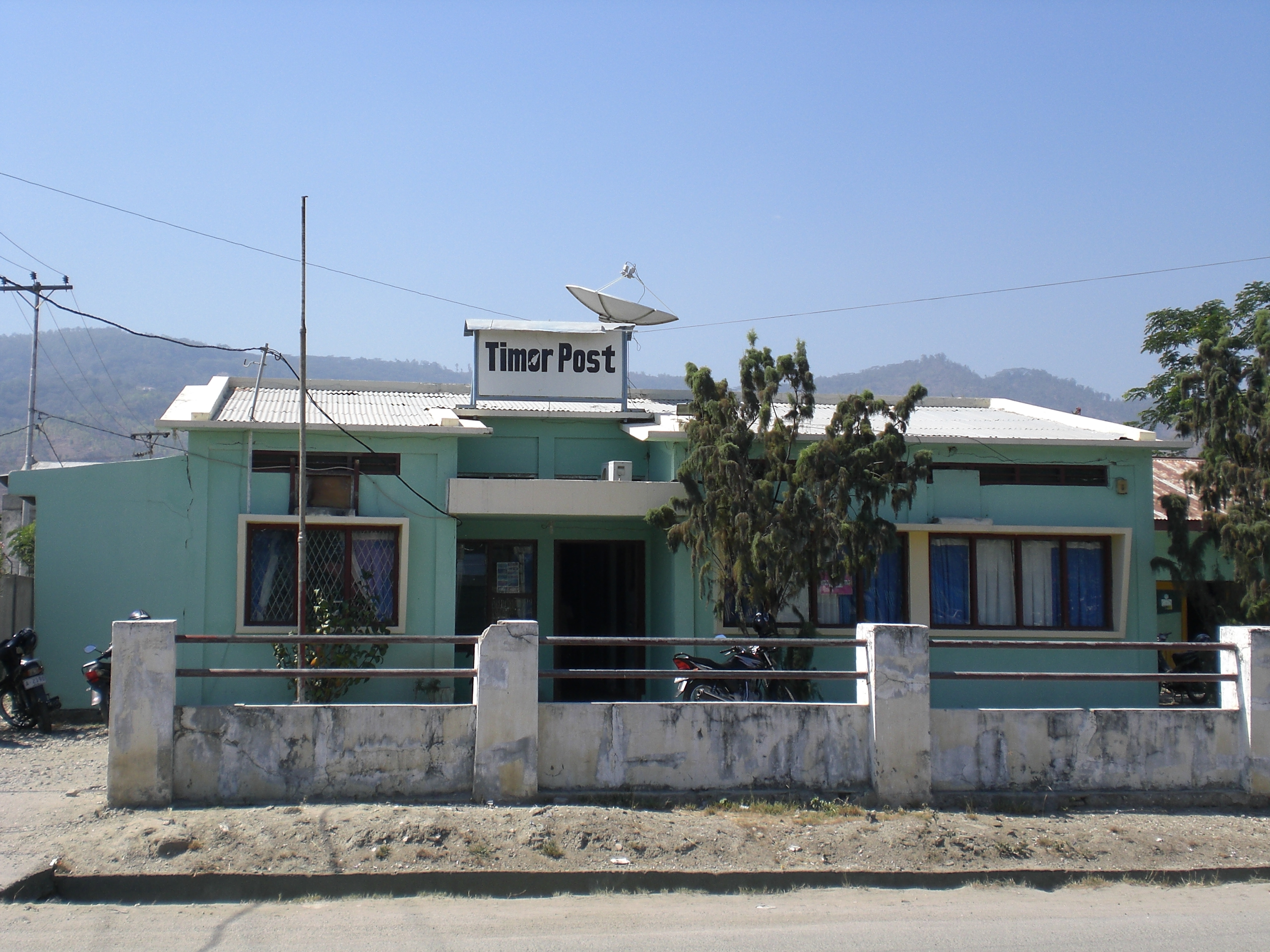
Gebäude der Timor Post in Dili (2009)

Ein Artikel in der Timor Post von Raimundos Oki vom 10. November 2015 führte zu einem Eklat. Der Artikel befasste sich, unter Berufung auf interne Regierungsdokumente, mit möglichen Angebotsabsprachen bei der Installation neuer Computer im Finanzministerium durch eine private Firma. Die Firma war vom Berater des Ministeriums Rui Maria de Araújo (der später Premierminister wurde) empfohlen worden. Oki und sein Redakteur Lourenço Martins erhielten von der Generalstaatsanwaltschaft eine Vorladung, wegen der Verletzung von § 285 des Strafgesetzbuches. Ihnen wurde Verleumdung vorgeworfen. Internationale Journalisten-Föderation, South East Asia Journalist Unions, Komitee zum Schutz von Journalisten und Freedom House riefen Premierminister Araújo dazu auf, den Verleumdungsvorwurf gegen Oki fallen zu lassen. Tatsächlich hatten die Journalisten Fehler in der Recherche gemacht. Die Zeitung entschuldigte sich und druckte auf der Titelseite eine Gegendarstellung. Martins kündigte seine Anstellung bei der Redaktion. Trotzdem kam es zur Anklage. Am 17. Mai 2017 forderte der Staatsanwalt in seinem Abschlussplädoyer für Oki ein Jahr Gefängnis und für Martins ein Jahr Gefängnis und zwei Jahre auf Bewährung. Das Distriktsgericht von Dili sprach aber beide Angeklagten am 1. Juni frei, weil sie nicht willentlich eine Falschmeldung veröffentlicht hatten und die Richtigstellung der Inhalte schnell erfolgte.

### 2023
Am 18. Mai 2022 verklagte Minister Francisco Martins da Costa Pereira Jerónimo den Chefredakteur des Online-Nachrichtenportals Hatutan.com Francisco Belo Simões da Costa, nachdem dieser einen Artikel über Korruption und die angebliche Beteiligung des Ministers an einem betrügerischen Projekt zur Installation von Set-Top-Boxen veröffentlicht hatte.
Im Oktober wurden der Chefredakteur und ein weiterer Journalist des Jornal Independente von der Polizei vorgeladen, nachdem sie Artikel veröffentlicht hatten, in denen sie von angeblichen Fehlverhalten des Geheimdienstbeamten Gastão Pereira berichteten.